# Megachile discriminata
Megachile discriminata är en biart som beskrevs av Rebmann 1968. Megachile discriminata ingår i släktet tapetserarbin, och familjen buksamlarbin. Inga underarter finns listade i Catalogue of Life.